# 珀西·比希·雪莱
珀西·比希·雪萊（Percy Bysshe Shelley，1792年8月4日—1822年7月8日），是英国最主要的浪漫主义诗人之一，与拜伦齐名，代表作有《西风颂》、《致云雀》、《解放了的普罗米修斯》与《阿多尼》等。雪莱也是当时著名的政论作家、左翼支持者，被卡尔·马克思誉为“一个真正的革命家，而且永远是社会主义的急先锋”。

## 生平
珀西·比希·雪萊在1792年8月4日出生于英格兰萨塞克斯郡霍舍姆附近的布羅德布里奇希斯“Field Place”，其祖父是第一代戈林城堡準男爵比希·雪萊（Sir Bysshe Shelley, 1st Baronet of Castle Goring），其父是辉格党议员蒂莫西·雪萊（1753–1844），其母為伊麗莎白·皮爾福德（Elizabeth Pilfold）。他是家中長子，後來有四個妹妹和一個弟弟。年幼時在家學習，家教為牧師伊文·愛德華（Evan Edwards）。他的表哥、摯友托馬斯·麥迪文也住在他傢附近，後來麥迪文為雪萊作傳，寫下了《珀西·比希·雪萊的一生》。1802年雪萊進入在錫永宮開設的學院學習。1804年，雪莱进入伊顿公学，在那里他受到学长虐待，原因可能是他拒絕遵循當時的傳統（稱“fagging”）為學長跑腿。
8岁时雪莱就开始尝试写作诗歌，在伊顿公学的几年里，雪莱与其表兄托马斯合作了诗《流浪的犹太人》并出版了讽刺小说《扎斯特罗奇》。1810年，18岁的雪莱进入牛津大学，深受英国自由思想家休谟以及葛德文等人著作的影响，雪莱习惯性的将他关于上帝、政治和社会等问题的想法写成小册子散发给一些素不相识的人，并询问他们看后的意见。1811年3月25日，由于散发《无神论的必然》，入学不足一年的雪莱被牛津大学开除。雪莱的父亲是一位墨守成规的乡绅，他要求雪莱公开声明自己与《无神论的必然》毫无关系，而雪莱拒绝了，他因此被逐出家门。
被切断经济支持的雪莱在两个妹妹的帮助下过了一段独居的生活，这一时期，他认识了與他的初戀表姐赫利埃特.格羅夫（Harriet Grove ，1791-1867）同名的赫利埃特·委斯特布洛克(Harriet Westbrook)，她是他妹妹的同学，一个小旅店店主的女儿。雪莱与这个十六岁的少女仅见了几次面，当雪莱在威尔士看到她来信称自己在家中受父亲虐待后便毅然赶回伦敦，带着这一身世可怜且恋慕他的少女踏上私奔的道路。他们在爱丁堡结婚，婚后住在约克。
1812年2月12日，由于同情被英国强行合并的爱尔兰，雪莱携妻子前往都柏林，支持爱尔兰天主教徒的解放事业。在都柏林，雪莱发表了慷慨激昂的演说，并散发《告爱尔兰人民书》以及《成立博爱主义者协会倡议书》。此后一年间，在政治热情的驱使下，雪莱在英国各地旅行，散发其自由思想的小册子。同年11月完成叙事长诗《麦布女王》，这首诗富于哲理，抨击宗教的伪善、封建阶级与劳动阶级当中存在的不平等。
雪莱的婚姻一开始就被他的敌人当作最好的武器来攻击他，当那些富于浪漫的骑士精神经过理性的冷却，他那场仓猝的婚姻中较为真实的一面随着两个人的成长开始显现。雪莱不得不承认婚姻并没有救助他的妻子，婚姻只是将两个人绑在一起来承受另一种折磨。在精神上，感情上，两个人之间的差异越来越大。这一时期，雪莱结识了威廉·葛德文的女儿玛丽·葛德文（Mary Wollstonecraft Godwin，1797年-1851年），他们墜入愛河，不久後雪萊拋下懷孕的妻子，協同瑪莉和瑪莉的繼妹，三人私奔至欧洲大陆。雪莱死后，玛丽为他的诗全集编注。
1815年，雪莱的祖父逝世，按照当时的长子继承法当时在经济上十分贫困的雪莱获得了一笔年金，但他拒绝独享，而将所得财产与妹妹分享。这一年除了《阿拉斯特》之外，雪莱较多创作的是一些涉及哲学以及政治的短文。
次年五月，携玛丽再度同游欧洲，在日内瓦湖畔与拜伦交往密切，这两位同代伟大诗人的友谊一直保持到雪莱逝世，雪莱后来的作品《朱利安和马达洛》便是以拜伦与自己作为原型来创作的。同年12月，雪莱的前妻赫利埃特投河自尽，在法庭上，因为是《麦布女王》的作者，大法官将两个孩子教养权判给其岳父，为此，雪莱受到沉重的打击，就连他最亲的朋友都不敢在他的面前提及他的孩子，出于痛苦及愤怒，雪莱写就《致大法官》和《给威廉·雪莱》。雪莱与玛丽结婚，为了不致影响到他与玛丽所生孩子的教养权，雪莱携家永远离开英国。
1818年至1819年，雪莱完成了两部重要的长诗《解放了的普罗米修斯》和《倩契》，以及其不朽的名作《西风颂》。《解放了的普罗米修斯》与《麦布女王》相同，无法公开出版，而雪莱最成熟、结构最完美的作品《倩契》则被英国的评论家称为“当代最恶劣的作品，似出于恶魔之手”。
1821年2月23日，约翰·济慈逝世，6月，雪莱写就《阿多尼》来抒发自己对济慈的悼念之情，并控诉造成济慈早逝的英国文坛以及当时社会现状。
1822年7月8日，雪莱乘坐自己建造的小船“唐璜”号从莱杭度海返回勒瑞奇途中遇风暴，舟覆，雪莱以及同船的两人无一幸免。按托斯卡纳当地法律规定，任何海上漂来的物体都必须付之一炬，雪莱的遗体由他生前的好友拜伦及特列劳尼以希腊式的仪式来安排火化，他们将乳香抹在尸体上，在火中洒盐。次年1月，雪莱的骨灰被带回罗马，葬于一处他生前认为最理想的安息场所。

雪莱的遗体被安葬在罗马非天主教徒公墓，他的心脏和玛丽一起被安葬在英格兰南部伯恩茅斯圣彼得教堂的墓地里。 罗马墓碑的表面刻着 Cor Cordium（拉丁语，意为heart of hearts，心中之心）和雪莱生前最喜爱的诗句：
Nothing of him that doth fade / But doth suffer a Sea-change / Into something rich and strange

（他的一切都未曾消逝/只因历经沧海的洗礼/变得丰饶而奇异）
(选自威廉-莎士比亚的《暴风雨》)

## 主要作品

### 诗歌
- 爱尔兰人之歌（The Irishman`s Song，1809）
- 战争（War，1810）
- 魔鬼出行（The Devil`s Walk，1812）
- 麦布女王（Queen Mab，1813）
- 一个共和主义者有感于波拿巴的倾覆（Feelings Of A Republican On The Fall Of Bonaparte，1816）
- 玛丽安妮的梦（Marianne`s` Dream，1817）
- 致大法官（To The Lord Chancellor，1817）
- 奥西曼迭斯（Ozymandias，1817）
- 逝（The Past，1818）
- 一朵枯萎的紫罗兰（On A Faded Violet，1818）
- 召苦难（Invocation To Misery，1818）
- 致玛丽（To Mary，1818）
- 伊斯兰的反叛（The Revolt of Islam，1818）
- 西风颂（Ode To The West Wind，1819）
- 饥饿的母亲（A Starving Mother，1819）
- 罗萨林和海伦（Rosalind and Helen，1819）
- 含羞草（The Sensitive Plant，1820）
- 云（The Cloud，1820）
- 致云雀（To A Skylark，1820）
- 自由颂（Ode To Liberty，1820）
- 解放的普罗米修斯（Prometheus Unbound，1820）
- 阿多尼（Adonais，1821）
- 一盏破碎的明灯（Lines，1822）

### 剧本

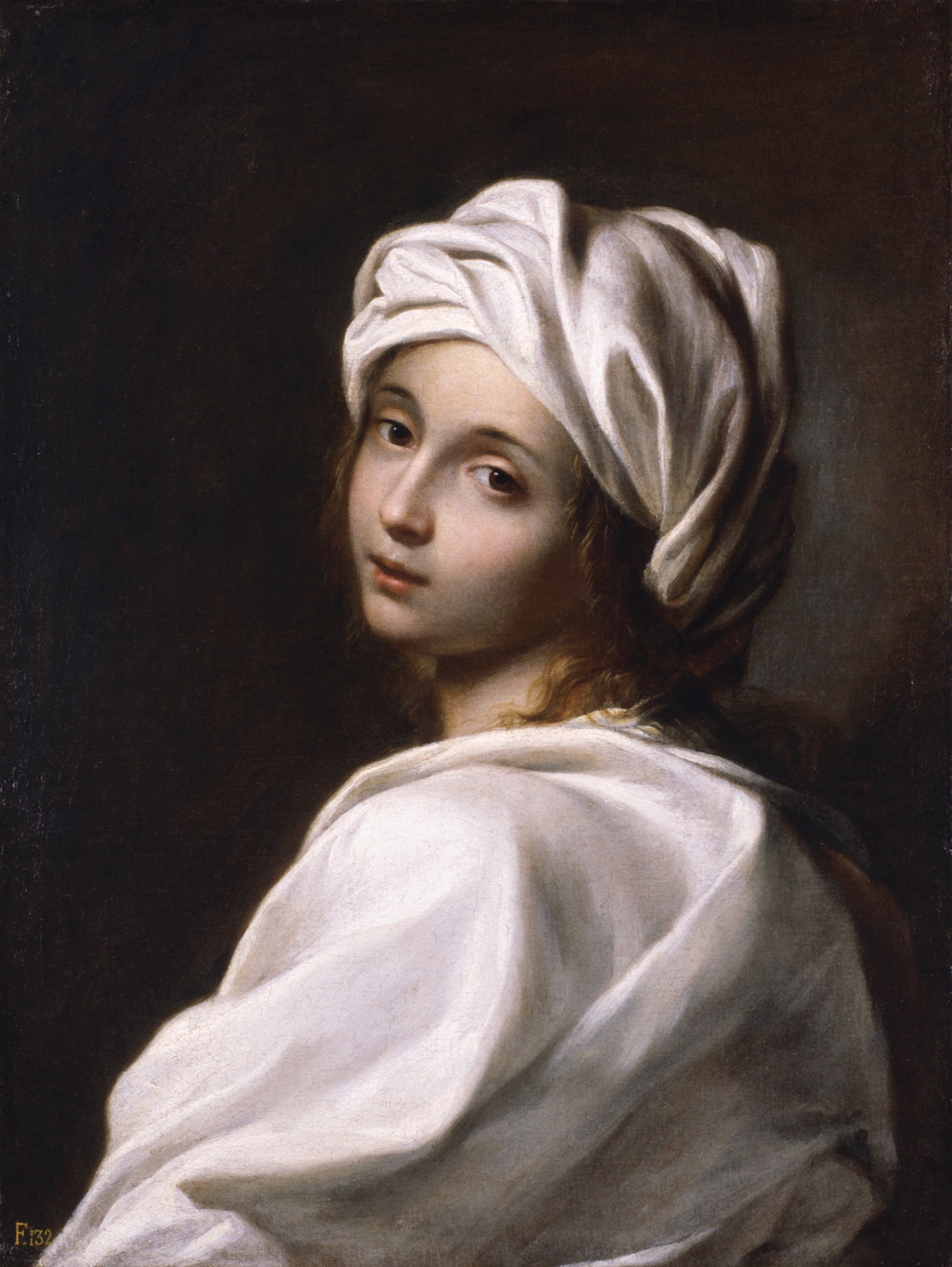
貝亞特麗切·倩契的肖像，由圭多·雷尼或伊莉莎貝塔·希拉尼所繪製。這幅肖像畫讓雪萊眼睛一亮，她的弒父故事激發了雪萊的靈感，使其創作出《倩契》一劇。

- 倩契（The Cenci，1819，五幕悲剧）
- 暴虐的俄狄浦斯（Oedipus Tyrannus，1820，诗剧）
- 希腊（Greece，1821，抒情诗剧）

### 论文及散文
- 无神论的必然（1811）
- 自然神论之驳斥（1814）
- 关于把改革付诸全国投票的建议（1817）
- 诗的辩护（1821）

- 译著
  - 柏拉图《会饮篇》
  - 荷马《维纳斯赞》等
  - 但丁《地狱》篇部分
  - 歌德《浮士德》部分

## 外部連結
- Percy Bysshe Shelley的作品  - 古騰堡計劃